# Sarah Koenig
Sarah Koenig (Sagaponack, 15 luglio 1969) è una giornalista e conduttrice radiofonica statunitense, presente nello staff della trasmissione televisiva e radiofonica This American Life, e conduttrice e produttore esecutivo dell'acclamato podcast Serial.

## Carriera
La Koenig si è laureata all'Università di Chicago nel 1990  e ha iniziato a lavorare come reporter per ilThe East Hampton Star. Ha lavorato poi in Russia come reporter per ABC News e più tardi per il The New York Times. Ha poi lavorato per il Concord Monitor per il Baltimore Sun.
Iniziò a lavorare per This American Life nel gennaio 2004. È stata co-produttrice dell'episodio di The American Life "Habeas Schmabeas" che ha vinto nel 2006 il premio Peabody Award.
Nel 2013, iniziò a lavorare a un radio podcast spin-off di This American Life chiamato Serial. Il serial fece il suo debutto nell'ottobre 2014 e quando fu rilasciato divenne il podcast con maggiori download di tutto iTunes.  Al marzo 2016, la prima stagione è stata scaricata più di 80 milioni di volte.

## Riconoscimenti e premi
Il periodico TIME ha inserito la Koenig tra "Le 100 persone più influenti" il 16 aprile 2015. Sempre nel 2015, è stata inserita nella li sta dei The Forward 50.

## Vita personale
La Koenig è la figlia del famoso redattore pubblicitario  Julian Koenig e di Maria (Eckhart) Matthiessen. Il suo patrigno era lo scrittore Peter Matthiessen.
La Koenig ha frequentato la Concord Academy a Concord, nel Massachusetts. Vive attualmente a State College, Pennsylvania, con suo marito, Ben Schreier, professore associato di inglese alla Penn State, e i suoi due figli.